# サンダ (トローラー)
サンダ (HMNZS Sanda) はニュージーランド海軍の艦艇。アイルズ級トローラーの一隻。
名前はキンタイア岬のそばにある島からとられている。
対潜艦艇の数が十分ではないというニュージーランドからの艦艇提供の求めに対し、イギリス側はアイルズ級4隻を提供。そのうちの一隻が「サンダ」で、他は「Inchkeith」、「Killegray」、「Scarba」である。
グール造船 (Goole Shipbuilding) で建造。1940年12月23日起工。1941年7月28日進水。1941年10月30日就役。1941年11月4日竣工。
「サンダ」と「Inchkeith」、「Killegray」、「Scarba」および掃海艇「トゥイ」は1942年3月15日にグリーノックより出航し、翌日からONS76船団をセントジョンズ付近まで護衛した。それからバミューダ、キングストン、パナマ運河を経て5月26日にカリフォルニア州サンペドロに到着。そこからアメリカ海軍のタンカー10隻を真珠湾まで護衛した。「Killegray」を真珠湾に残して他はパルミラ島へ向かい、そこからアメリカ輸送船「Majaba」をファニング島を経てスバまで護衛。その後オークランドへ向かったが、その途中で「サンダ」と「Scarba」は燃料不足に陥り、曳航されることになった。オークランドには8月4日に到着した。
1942年10月以降、ノーフォーク島への物資輸送の際、「サンダ」などは同島での荷下ろし中の対潜哨戒に従事した。
1943年12月31日に「サンダ」他はBay of Islandsの掃海を命じられ、2月末まで掃海作業に従事した。
1944年6月に貨物船「Kotor」が座礁すると、「サンダ」と「Killegray」は離礁作業支援に派遣された。
1945年3月から「サンダ」他はハウラキ湾の掃海に従事。同年後半には石炭不足によりアイルズ級4隻は掃海任務より退いた。「サンダ」は1946年2月に退役。1957年までにアイルズ級4隻は売却され、「サンダ」はKawau島で砂利の貯蔵庫とされた後、1970年にオークランドに移され解体となった。